# Les Vacances des Tiny Toons
Pour plus de détails, voir Fiche technique et Distribution.
Les Vacances des Tiny Toons (Tiny Toon Adventures: How I Spent My Vacation) est un vidéofilm américain d'animation réalisé par Rich Arons et Kent Butterworth et produit par Tom Ruegger, avec Steven Spielberg comme producteur exécutif. Sorti en 1992, il est inspiré de la série télévisée Les Tiny Toons dont il reprend un grand nombre de personnages principaux. La trame scénaristique du film est découpée en plusieurs petites histoires simultanées.

## Synopsis
C'est la fin de l'année scolaire à Looniversité du Pays Acme et les Tiny Toons partent en vacances d'été. Buster et Babs se livrent à une bataille de pistolet à eau qui dégénère lorsqu'ils provoquent des inondations dans toute la ville. Ayant trouvé refuge sur un radeau à la dérive, ils parcourent une rivière en compagnie du chien Byron et ne tardent pas à vivre de multiples aventures. Pendant ce temps, Plucky et la famille d'Hamton se rendent au parc d'attractions Happy World Land pour y passer de bons moments, mais le voyage en voiture s'avère plus tumultueux que prévu. L'été est également riche en rebondissements pour les protagonistes restés au Pays Acme : Shirley La Loon accepte d'aller au cinéma avec l'inénarrable Foulmouth, dont la grossiereté lui apporte des ennuis. Fifi la mouffette est en peine d'obtenir un autographe de son idole Johnny Pew. Quant à la terrible Elmyra, elle sème la panique dans une réserve zoologique naturelle, à la recherche d'un nouvel animal de compagnie.

## Fiche technique
- Titre : Les Vacances des Tiny Toons
- Titre original : Tiny Toon Adventures: How I Spent My Vacation
- Réalisation : Rich Arons, Kent Butterworth
- Scénario : Paul Dini, Nicholas Hollander, Tom Ruegger, Sherri Stoner
- Musique : Bruce Broughton
- Animation : Karl Jacobs, Brenda Brummett, Kazuhide Tomonaga, Kiyoshi Kobayashi, Toshihiko Masuda, Kenji Hachizaki, Hiroyuki Aoyama, Yukishiro Kobayashi, Yoshinobu Michihata,
- Producteurs : Tom Ruegger, Sherri Stoner
- Sociétés de production : Amblin Entertainment, Tokyo Movie Shinsha, Warner Bros.
- Distribution : Warner Bros.
- Pays d'origine : États-Unis
- Langue : anglais
- Genre : Film d'animation
- Durée : 73 minutes
- Date de sortie : 1992 - Initialement prévu pour une sortie en salles, le film a finalement été publié directement en video. Il est sorti en VHS et Laserdisc en 1992 aux États-Unis, au Canada et en Europe. Sa première diffusion télévisée en France date de septembre 1993 sur Canal+[1].

## Distribution

### Voix originales
- Charlie Adler : Buster Bunny
- Tress MacNeille : Babs Bunny, Big Boo
- Joe Alaskey : Plucky Duck, Capitaine Crapaudléon
- Don Messick : Hamton
- Jonathan Winters : le père d'Hamton
- Edie McClurg : la mère d'Hamton
- Frank Welker : Oncle Cra-cra, Byron, P'tit Minet
- Cree Summer : Elmyra, Mary Melody
- Gail Matthius (en) : Shirley La Loon, Sissi Boo
- Rob Paulsen : Foulmouth, Johnny Pew, Banjo l'opossum
- Maurice LaMarche : Dizzy
- Kath Soucie : Fifi la mouffette, Mini Boo, Sneezer
- Candi Milo : Sweetie
- Sorrell Booke : Le père de famille Boo

### Voix françaises
- Luq Hamet : Buster Bunny, Plucky Duck
- Barbara Tissier : Babs Bunny
- Patrick Guillemin : Hamton, le père d'Hamton, Elmer Fudd, Superman (caméo)
- Martine Meiraeghe : la mère d'Hamton
- Joëlle Guigui : Shirley La Loon, Sweetie
- Vincent Violette : Foulmouth, Banjo l'opossum, David Letterman
- Sybille Tureau : Fifi la mouffette
- Véronique Alycia : Elmyra
- Roland Timsit : P'tit Minet (Furrball)
- Michel Modo : Dizzy
- Mario Santini : Capitaine Crapaudléon, Gogo Dodo
- Gilbert Lévy : l'auto-stoppeur à la tronçonneuse
- Régine Teyssot : Sissy Boo, Mini Boo
- Véronique Augereau : Big Boo
- Serge Faliu : Arsenio Hall
- Renaud Marx : Johnny Pew